# Space Interferometry Mission

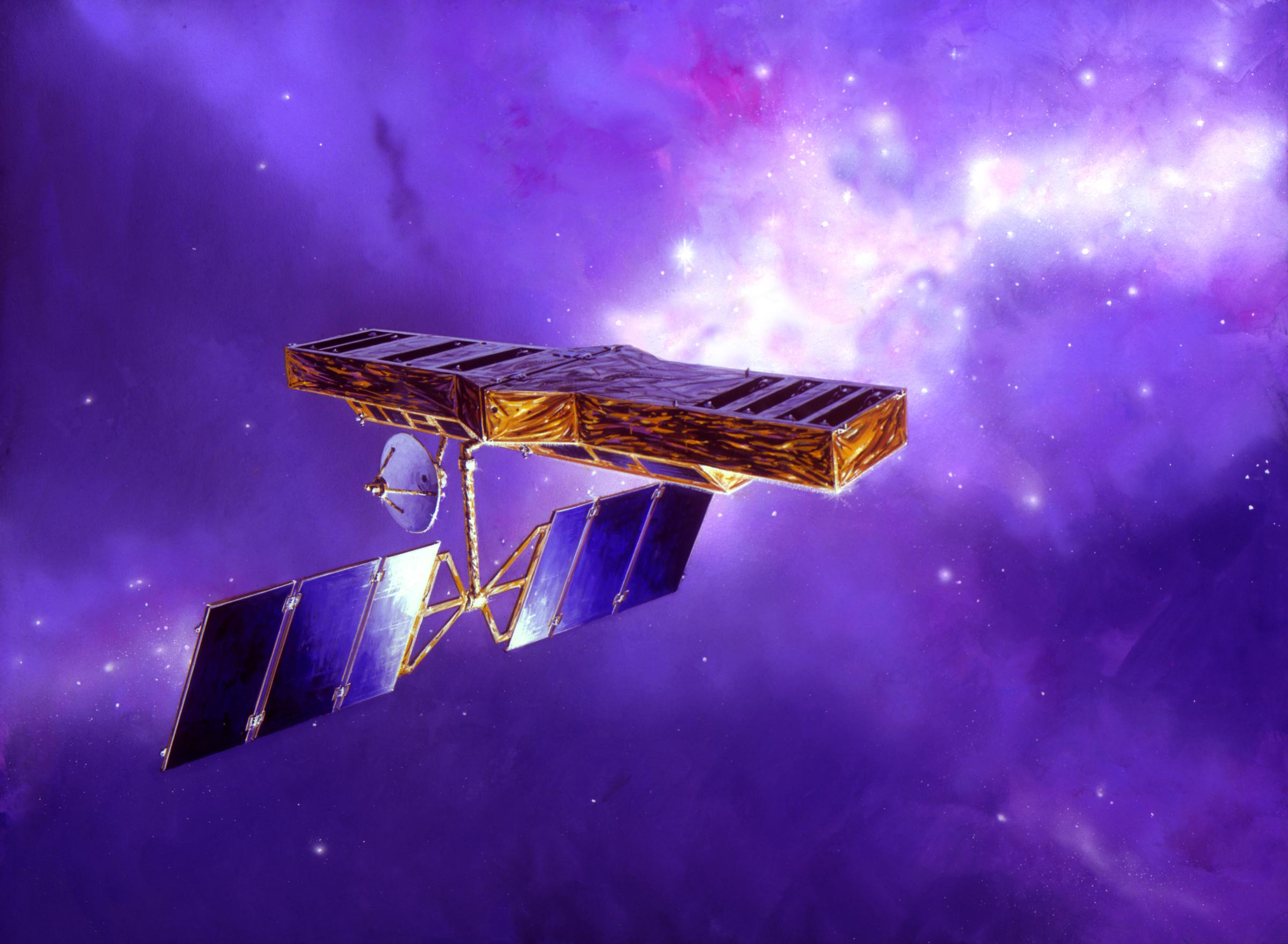
Space Interferometry Mission – artystyczna wizja instrumentu

Space Interferometry Mission (SIM) – anulowana misja kosmiczna agencji NASA, której celem miały być pomiary astrometryczne o dużej dokładności, w szczególności wykrywanie egzoplanet o wielkości Ziemi.
Misja SIM mogła pozwolić na dokładne oznaczenie odległości i pozycji gwiazd oraz uzyskanie odpowiedzi na pytania o wielkość i wiek wszechświata. Dodatkowym atrybutem SIM miała być możliwość odnajdywania planet pozasłonecznych.
SIM miała pracować na zasadzie interferometrii, pozwalającej na połączenie rejestrowanego światła z kilku (w tym przypadku dwóch oddalonych od siebie o 6 m) luster, tworząc ekwiwalent jednego większego instrumentu.
Na podstawie doświadczeń uzyskanych przy budowie Space Interferometry Mission planowana była budowa większego instrumentu Terrestrial Planet Finder.
W 2006 na skutek przesunięć w budżecie NASA, część pieniędzy przeznaczona na naukę i misje badawcze, została przeznaczona na dokończenie budowy Międzynarodowej Stacji Kosmicznej i przywrócenie floty wahadłowców do służby. Skutkiem tego misja SIM została zredukowana z pełnowartościowego instrumentu do misji demonstracyjnej. Zaoszczędzone pieniądze miały pozwolić na dokończenie projektu SOFIA. W 2010 SIM została ostatecznie anulowana, podobnie jak Terrestrial Planet Finder.